# Cerro Chato (Uruguay)
Cerro Chato ist eine Stadt im Zentrum Uruguays. Hier beteiligten sich 1927 Frauen zum ersten Mal auf südamerikanischen Boden an einer Wahl.

## Geographie
Die in der Cuchilla Grande gelegene Stadt weist die Besonderheit auf, dass sie auf das Gebiet dreier Departamentos verteilt ist. Ein Teil der Stadt befindet sich im südöstlichen Teil Duraznos in dessen Sektor 8, während die anderen Teile im 4. Sektor des Departamento Florida sowie im 6. Sektor des Departamento Treinta y Tres gelegen sind. Nordöstlich des Ortes liegt der gleichnamige Berg. Im Stadtgebiet entspringen sowohl der Río Yí als auch der Arroyo Sauce, während einige Kilometer nordöstlich der Arroyo Valija seinen Ursprung hat. Die zu Cerro Chato nächstgelegene größere Siedlung in südlicher Richtung ist Valentines.

## Geschichte

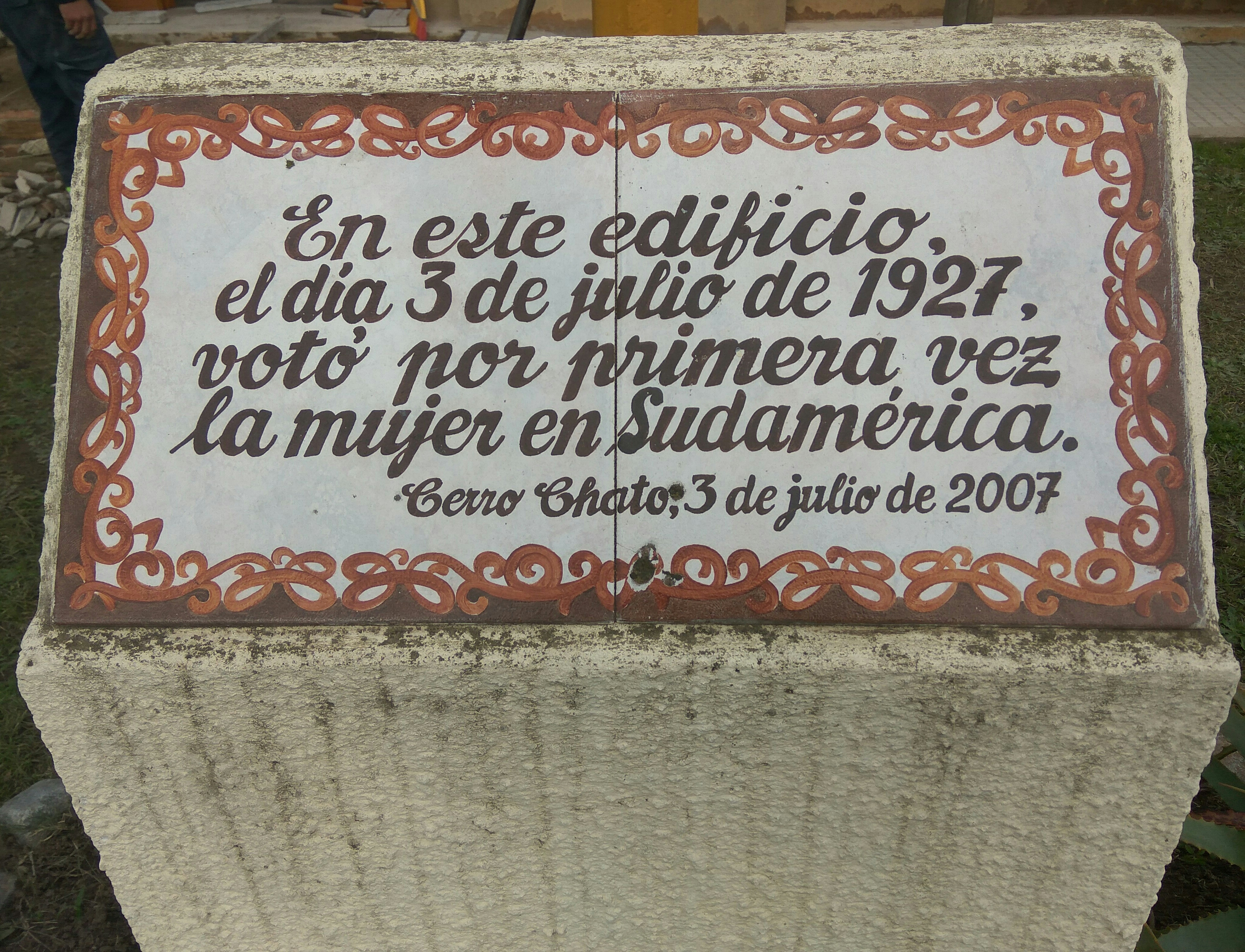
Gedenktafel für die erste Ausübung des Frauenwahlrechts in Südamerika beim lokalen Volksentscheid vom 3. Juli 1927 in Cerro Chato.

In Cerro Chato fand die erste Wahlausübung einer Frau in Südamerika überhaupt statt. Die Stimmabgabe erfolgte bei dem lokalen Volksentscheid vom 3. Juli 1927.
Am 17. November 1964 erhielt Cerro Chato durch das Gesetz Nr. 13.299 den Status Villa zugesprochen.

## Infrastruktur

### Bildung
Cerro Chato verfügt mit dem am 2. April 1945 gegründeten Liceo Nº 1 de Cerro Chato "Prof. Enrique Alzugaray" über eine weiterführende Schule (Liceo).

### Verkehr
Durch die Stadt führt sowohl eine Eisenbahnlinie als auch die Ruta 7.

## Einwohner
Cerro Chato hatte bei der Volkszählung im Jahr 2011 1.124 Einwohner (550 männliche und 574 weibliche) im Departamento Durazno, 409 (197 männliche und 212 weibliche) im Departamento Florida und 1.694 (815 männliche und 879 weibliche) im Departamento Treinta y Tres, also insgesamt 3.227 Einwohner. 2004 waren es noch 1.099 Einwohner im Departamento Durazno, 518 im Departamento Florida und 1.661 im Departamento Treinta y Tres, also insgesamt 3.279 Einwohner.
| Jahr | Einwohner |
| ---- | --------- |
| 1963 | 2.513     |
| 1975 | 2.582     |
| 1985 | 2.459     |
| 1996 | 2.945     |
| 2004 | 3.279     |
| 2011 | 3.227     |

Quelle: Instituto Nacional de Estadística de Uruguay

## Söhne und Töchter Cerro Chatos
- Diego Ifrán (* 1987), Fußballspieler
- Matías Jones (* 1991), Fußballspieler